# Fun Factory (musikgrupp)
Fun Factory var en tysk Eurodancegrupp, europopgrupp, verksam åren 1992-2005, med medlemmarna Balja, Steve, Rod D., and Smooth T. Gruppen har enligt den officiella hemsidan gjort comeback, och utlovar aktivitet under 2012.
Gruppen var med på en tävling och gjorde en låt tillsammans med Scooter, Masterboy, Mr.President, U96, E-Rotic som heter Love Message.

## Diskografi

### Singlar
- 1992 Fun Factory Theme
- 1993 Groove Me
- 1994 Take Your Chance
- 1994 Pain
- 1994 Close To You
- 1995 I Wanna B With U
- 1995 Celebration
- 1996 Doh Wah Diddy
- 1996 Don't Go Away
- 1996 I Love You
- 1998 Party With Fun Factory
- 1999 Sha-la-la-la-la
- 2005 Ilarie

### Album
- 1994 Non-Stop
- 1995 Fun-Tastic
- 1996 All Their Best
- 1997 The Party - Non-Stop
- 1999 Next Generation
- 2002 ABC of Music